# Cranbrook (Australia Zachodnia)
Cranbrook – miasto w Australii, w stanie Australia Zachodnia.